# Eric Kronberg
Eric Anthony Kronberg (Santa Rosa, 7 giugno 1983) è un ex calciatore statunitense, di ruolo portiere.

## Carriera
Eric Kronberg comincia la carriera professionista nel 2006 con i Kansas City Wizards, quando viene scelto al Superdraft come 40ª scelta. Essendo sempre valutato come una seconda scelta fa il suo esordio 4 anni dopo dal suo ingaggio, ovvero, il 23 ottobre 2010 nella vittoria per 4-1 contro il San Jose Earthquakes. Diventa titolare con il conseguente ritiro di Jimmy Nielsen, arrivando a collezionare 20 presenze prima di rompersi un dito in agosto, compromettendo così il finale di stagione.
La società rifiuta di rinnovargli il contratto e nel re-entry Draft del 2014 viene scelto come prima scelta dal Montreal Impact. Con la squadra canadese ha collezionato 11 presenze, 6 nel Canadian Championship e 5 nella Major League Soccer.
Alla fine della stagione 2017 non gli viene rinnovato il contratto, rimanendo svincolato.

## Statistiche
Statistiche aggiornate al 24 novembre 2017.
| Stagione                    | Squadra                     | Campionato                  | Campionato | Campionato | Coppe nazionali | Coppe nazionali | Coppe nazionali | Coppe continentali | Coppe continentali | Coppe continentali | Altre coppe | Altre coppe | Altre coppe | Totale | Totale |
| Stagione                    | Squadra                     | Comp                        | Pres       | Reti       | Comp            | Pres            | Reti            | Comp               | Pres               | Reti               | Comp        | Pres        | Reti        | Pres   | Reti   |
| --------------------------- | --------------------------- | --------------------------- | ---------- | ---------- | --------------- | --------------- | --------------- | ------------------ | ------------------ | ------------------ | ----------- | ----------- | ----------- | ------ | ------ |
| 2007                        | Sporting Kansas City        | MLS                         | 0          | 0          |                 | -               | -               |                    | -                  | -                  |             | -           | -           | 0      | 0      |
| 2008                        | Sporting Kansas City        | MLS                         | 0          | 0          | USOC            | 1               | -2              |                    | -                  | -                  |             | -           | -           | 1      | -2     |
| 2009                        | Sporting Kansas City        | MLS                         | 0          | 0          | USOC            | 0               | 0               |                    | -                  | -                  |             | -           | -           | 0      | 0      |
| 2010                        | Sporting Kansas City        | MLS                         | 1          | -1         | USOC            | 0               | 0               |                    | -                  | -                  |             | -           | -           | 1      | -1     |
| 2011                        | Sporting Kansas City        | MLS                         | 4          | -5         | USOC            | 1               | -2              |                    | -                  | -                  |             | -           | -           | 5      | -7     |
| 2012                        | Sporting Kansas City        | MLS                         | 0          | 0          | USOC            | 0               | 0               |                    | -                  | -                  |             | -           | -           | 0      | 0      |
| 2013                        | Sporting Kansas City        | MLS                         | 2          | -1         | USOC            | 0               | 0               | CCL                | 6                  | -6                 |             | -           | -           | 8      | -7     |
| 2014                        | Sporting Kansas City        | MLS                         | 21         | -24        |                 | -               | -               | CCL                | 2                  | -2                 |             | -           | -           | 23     | -26    |
| Totale Sporting Kansas City | Totale Sporting Kansas City | Totale Sporting Kansas City | 26         | -30        |                 | 4               | -5              |                    | 8                  | -8                 |             | -           | -           | 38     | -43    |
| 2015                        | Montreal Impact             | MLS                         | 3          | -5         | CC              | 4               | -7              |                    | -                  | -                  |             | -           | -           | 7      | -12    |
| 2016                        | Montreal Impact             | MLS                         | 2          | -3         | CC              | 2               | -4              |                    | -                  | -                  |             | -           | -           | 4      | -7     |
| 2017                        | Montreal Impact             | MLS                         | -          | -          | CC              | -               | -               |                    | -                  | -                  |             | -           | -           | -      | -      |
| Totale Montreal Impact      | Totale Montreal Impact      | Totale Montreal Impact      | 6          | -10        |                 | 6               | -11             |                    | -                  | -                  |             | -           | -           | 11     | -19    |
| Totale carriera             | Totale carriera             | Totale carriera             | 31         | -38        |                 | 10              | -16             |                    | 8                  | -8                 |             | -           | -           | 49     | -62    |

## Palmarès

### Competizioni nazionali
- U.S. Open Cup: 1

Sporting Kansas City: 2012
- Campionato MLS: 1

Sporting Kansas City: 2014